# 中川清兵衛
中川清兵衛（1848年2月9日—1916年4月2日），日本的第一位啤酒釀造商，被譽為「日本的啤酒釀造之父」。

## 生平
中川清兵衛於1848年出生自日本越後國（今為新潟縣）三島郡與板町的商人家庭，從小就表現對外國文化感到極度興趣。
1864年，16歲的中川便離家前往橫濱的德國商館打雜，在那裡認識了許多來自外國的科技與文化。
1865年4月，雖然當時日本已經解除鎖國，但一般海外旅行仍被禁止，私自出國是能判處死刑的罪。中川為了能出國學習，便以船工的身分偷渡到英國倫敦。

### 到德國學釀酒
1872年，中川來到了德國，在布萊梅找到了工作，在大戶人家中當幫傭。在德國時，清兵衛遇見了當時在柏林公費留學的青木周藏。青木正好到了中川幫傭的家庭中作客，對於當地也有日本人而感到訝異，進而認識。青木將中川介紹到柏林的啤酒廠進行學習。
1873年3月，中川進了柏林的Fürstenwalde 啤酒廠。廠當時的啤酒廠都採用師徒制，對於外來的亞洲人也不甚友善，但中川的刻苦耐勞讓廠長都感到佩服。
1875年5月，中川學會了啤酒所有的製造流程，成功獲取了培訓證書。當時青木年僅31歲，就出任日本駐德國大使。青木幫中川寫了一封推薦信，將他介紹給北海道開拓使的長官黑田清隆。當時黑田的部下在北海道發現野生的啤酒花，所以想在北海道發展啤酒產業，正在尋找釀啤酒的人才，便在青木的推薦下，任用了中川。

### 回日本釀啤酒
1875年8月，中川回到了日本。一開始在東京的北海道辦事處上班，並藉此認識當時負責啤酒業務的村橋久成，村橋對中川的評價很高，便將其任用為「啤酒釀造師」。村橋曾在英國倫敦留學，當時英國喝的都是艾爾啤酒，而德國喝的則是拉格啤酒，中川發現拉格啤酒的淡麗口味更適合日本口味，且北海道的天氣非常適合製程中需要大量冷卻的拉格啤酒。
1876年5月，中川與村橋一同前往札幌，由中川負責設計啤酒廠的建築、設備、員工。
1876年6月底，啤酒廠開始施工，於同年9月完工。整個啤酒廠佔地3600坪，建築面積僅75坪。
1876年9月23日，啤酒廠正式開幕。一開始研發與製造不太順利。
1877年6月，中川完成第一批啤酒的製造。同年7月，中川將啤酒銷往函館的外國船隻，得到非常好的評價。
1877年9月，「札幌冷製麥酒」正式上市，以五稜星做為酒標，代表著北海道開拓使的戰艦旗章以及函館的地標五稜郭。價格為大瓶16錢、小瓶10錢，相對於當時進口啤酒25錢的價格而言，便宜許多。但當時啤酒仍屬奢侈品，16錢換算至今日大約是4000日元。

### 離開札幌啤酒公司
1886年，中川的啤酒廠被北海道政府賣給大倉喜七郎，大倉與澀澤榮一和淺野總一郎成立了札幌啤酒公司。
1891年，因札幌啤酒公司不再使用北海道產的啤酒花與大麥，原先與北海道農業的合作政策都被取消了。中川對公司的經營策略不滿，便主動辭職。
1892年，離開了札幌啤酒公司的中川在小樽運河沿岸開設了中川旅館。因為在運河旁開業，中川結識了許多航運界人士，聽到利尻島人民因缺乏港口的困境。
1895年，中川前往利尻島，投資20萬日元（相當於現今的10億日圓）開發鴛泊港，卻沒有顯著成效。但當初建設的防波堤至今仍對當地居民有用。
1898年，因開發失敗使得中川陷入巨額債務，旅館也轉讓出去。

### 私人生活
1876年，中川清兵衛與當時年僅19歲的京極鏐子結婚。兩人婚後育有五子。
1889年，鏐子於32歲早逝。
1890年，中川清兵衛與廣瀬愛子再婚。鴛泊港開發失敗後，中川與愛子搬往橫濱。
1915年，搬到名古屋，與長男一家同住。
1916年，中川因食道癌過世，享年69歲。

## 後世影響
- 日本新潟縣長岡市每年7、8月都會舉辦「中川清兵衛啤酒祭」，至2023年已舉辦20屆。[2]
- 長岡市與板歴史民俗資料館設有中川清兵衛的展示區。[6]